# Hans Jenny (pedologo)
Hans Jenny (Basilea, 7 febbraio 1899 – Berkeley, 9 gennaio 1992) è stato un geografo e pedologo svizzero, divenuto famoso per aver elaborato (1941, poi riviste e corrette nel 1961) le equazioni di descrizione dei fattori di formazione dei suoli, che da lui poi presero il nome.

## Le equazioni della pedogenesi
Il pedologo russo Dokučaev già nel 1898 aveva posto l'accento sul fatto che un suolo è il risultato dell'azione di diversi fattori; il concetto fu formalizzato nel 1941 da Jenny, nella prima versione della sua famosa equazione che connette le proprietà osservate del suolo con i fattori indipendenti che determinano la sua formazione:
{\displaystyle S=f(cl,o,r,p,t,...)\ }
dove:
- S = una qualunque proprietà del suolo
- cl = clima
- o = organismi
- r = topografia (intesa come rilievi, dall'inglese relief)
- p = roccia madre (dall'inglese parent material)
- t = tempo (momento iniziale della formazione di un suolo)
- ... = altri fattori, di importanza locale

Questa equazione fu poi perfezionata, vent'anni più tardi, ad opera dello stesso Jenny:
{\displaystyle l,s,v,a=f(L_{0},P_{x},t)\ }
dove:
- l = proprietà dell'ecosistema
- s = proprietà del suolo
- v = proprietà della vegetazione
- a = proprietà della vita animale
- L0 = valore delle proprietà al tempo zero (inizio della pedogenesi)
- Px = potenziali di flusso
- t = età dell'intero sistema

## Onorificenze
Per i suoi studi sulla formazione e l'evoluzione del suolo, l'Università della California ha chiamato con il suo nome la Hans Jenny Pygmy Forest Reserve di Mendoncino, una foresta di conifere e ericacee di stentata e contorta crescita dovuta alle difficili condizioni del suolo.

## Opere
- Jenny, Hans (1929). Relation of temperature to the amount of nitrogen in soils. Soil Science 27: 169–188.
- Jenny, Hans (1936). Simple kinetic theory of ionic exchange. I. Ions of equal valency. Journal of Physical Chemistry 40: 501–507.
- Jenny, Hans, R. Overstreet, and A.D. Ayers (1939). Contact depletion of bare roots as revealed by radioactive indicators. Soil Science 48: 9–24.
- Jenny,  Hans, T.R. Nielsen, N.T. Colemna, and D.E. Williams (1950). Concerning the measurement of pH, ion activities, and membrane potentials in colloidal systems. Science 112: 164–167.
- Jenny, Hans (1961). E.W. Hilgard and the Birth of Modern Soil Science. Pisa, Italy: Collana della Rivista ‘‘Agrochimia.'’
- Jenny, Hans (1968.) The image of soil in landscape art, old and new. Pontifical Academy of Sciences Scripta Varia 32: 947–979.
- Jenny, Hans (1980). The Soil Resource, Origin and Behaviour. Springer-Verlag, New York.
- Jenny, Hans, Alcohol or Humus (Letters), in Science, vol. 209, n. 4455, 1980,  p. 444, DOI:10.1126/science.209.4455.444, PMID 17831353.
- Jenny, Hans and K. Stuart (1984). My friend, the soil. Journal of Soil and Water Conservation 39: 158–161.
- Jenny, Hans (1989). Hans Jenny. Soil Scientist, Teacher, and Scholar. Regional Oral History Office, The Bancroft Library, University of California–Berkeley, CA.
- Jenny, Hans (1994). Factors of Soil Formation. A System of Quantitative Pedology. New York: Dover Press. (Reprint, with Foreword by R. Amundson, of the 1941 McGraw-Hill publication). pdf file format.